# الجرنون پینگار
الجرنون پینگار (انگلیسی: Algernon Pynegar; ۲۲ اکتبر ۱۸۸۳ – ۲۳ ژوئن ۱۹۴۸) بازیکن فوتبال اهل بریتانیا بود.
از باشگاه‌هایی که در آن بازی کرده‌است می‌توان به باشگاه فوتبال گریمزبی تاون اشاره کرد.